# Замок Табернас
Замок Таберна́с (исп. Castillo de Tabernas) — расположен на окраине муниципалитета Табернас в провинции Альмерия, в составе автономного сообщества Андалусия, Испания. Основанная в XI-XII веках крепость сейчас практически полностью разрушена.

## История
Был основан в XI веке насридами, как важная стратегическая крепость, находящаяся на путях сообщений между тайфами — Альмерия, Мурсия и Гранада. Замок занимал площадь 23 000 квадратных метров. В 1489 году замок был завоеван католиками, а в конце XV — начале XVI века перестроен. XVII веке он утратил свое значение, в результате чего пришёл в упадок в XIX веке. Особенно сильно он пострадал в результате освободительной войны.

В 2021 году на территории замка начаты археологические раскопки, в результате чего была открыта одна из цистерн, которая снабжала гарнизон замка питьевой водой. В настоящее время замок принадлежит муниципалитету города и доступен для свободного посещения.

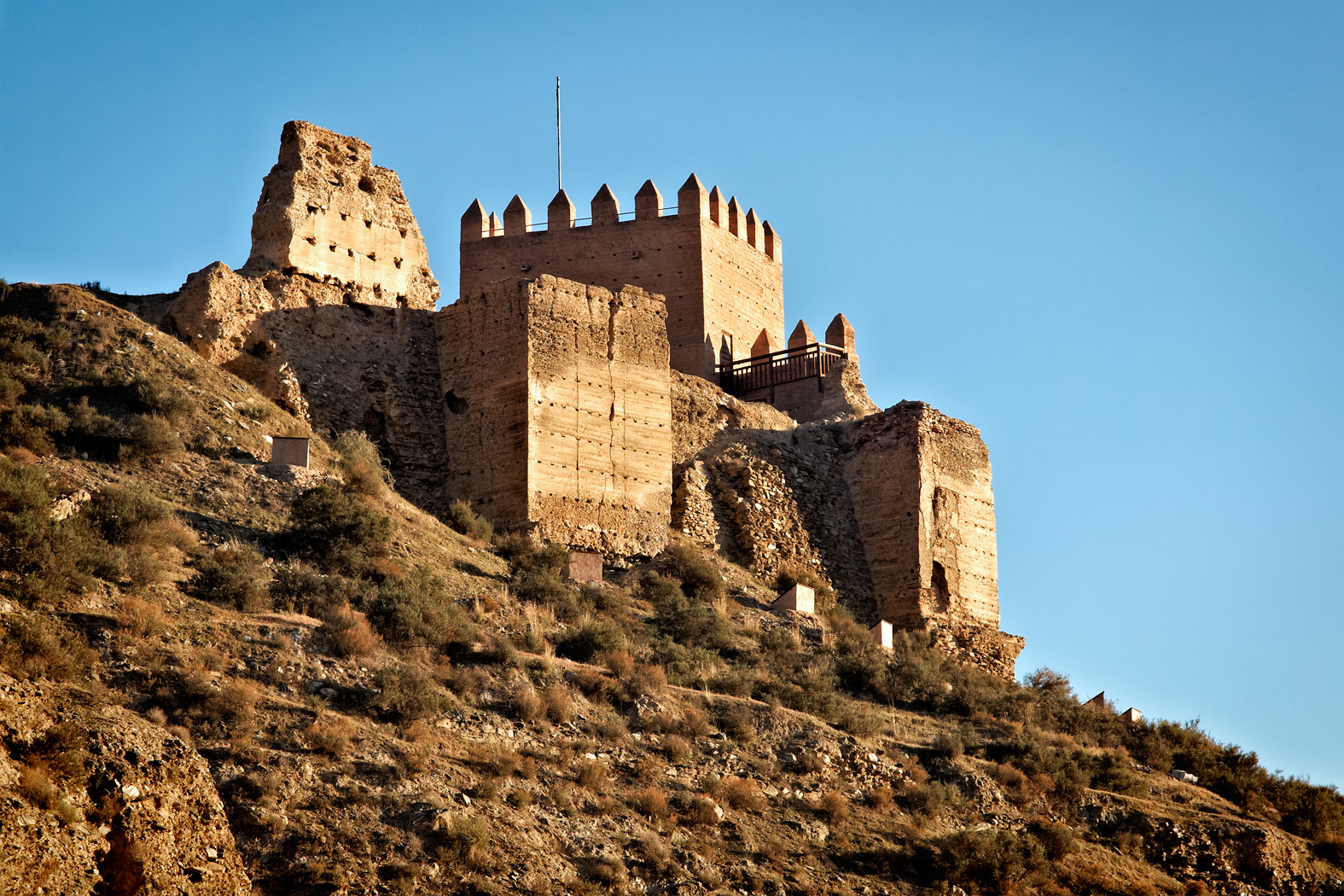
Вид на главные ворота замка

## Архитектура
Замок был построен с учётом географических особенностей местности и имел шесть оборонительных башен, некоторые из которых сохранились. Три из них были наиболее массивны. Внутри замок был разделен стеной с цитаделью на две части — жилую и военную. Замок также имел подземные помещения для хранения продовольствия.
Главной сохранившейся архитектурной особенностью является главная дверь с двумя башнями, для входа в крепость. Башни состоят из нескольких частей и с увеличением их высоты занимают меньшую площадь, что обеспечивает прочность их конструкции.
В строительстве замка первоначально использовались земляной грунт, а впоследствии кирпич и тесаный камень с кладкой.

## Охрана государством
Замок охраняется государством, как историческое наследие, в соответствии с законом 1985 года. С 1993 года является объектом-памятником культурного значения Испании.